# 高木友之助 (哲学者)
髙木 友之助（高木 友之助、たかぎ とものすけ、1923年4月29日-2000年2月10日）は、日本の東洋哲学者・教育者で、晩年は中央大学学長・総長であった。

## 来歴
東京都墨田区両国（出生時は東京市本所区）出身。旧制東京府立第三中学校（現・都立両国高校）、旧・第一高等学校（恩師は漢詩人阿藤伯海）を経て、1949年東京大学文学部中国哲学科卒業。1951年東京大学大学院文学研究科修士課程修了。東京大学文学部助手。1954年中央大学文学部専任講師。1958年中央大学文学部助教授。1964年中央大学文学部教授。1973年中央大学文学部長（～1977年）。中央大学評議員。中央大学理事（～1978年）。1985年中央大学大学院文学研究科委員長（～1989年）。1990年中央大学学長（～1993年）。中央大学総長（～1996年）。中央大学理事（～1996年）。中央大学理事長職務代行（1999年）。1994年中央大学文学部を定年退職。同名誉教授。
このほか日本学生相撲連盟会長を務めた。

## 親族
- 父は力士の緑嶌友之助（立浪部屋を興した）であり、父親の本名も高木友之助である。

## その他
- ザ・ドリフターズの高木ブーも、本名が高木友之助で中央大学OBであることから、中央大の学長に就任後に親交が深まった。

## 著書
- 『中国の思想家 上』〈宇野哲人博士米寿記念〉 共著 「揚雄」 頸草書房
- 『中国の哲学』共著 明徳出版社
- 『説苑』〈中国古典新書〉 明徳出版社
- 『漢書列伝』片山兵衛共著〈中国古典新書 続編〉明徳出版社